# Lijst van afleveringen van Spoed
Deze lijst geeft een overzicht van alle afleveringen van de Vlaamse ziekenhuisserie Spoed.
| Seizoen | Aantal afleveringen | Uitgezonden                        | Verschijningsdatum dvd |  |
| ------- | ------------------- | ---------------------------------- | --- |  |
| 1       | 18                  | 24 januari – 22 mei 2000           | november 2006 (afl. 1 t/m 18) juli 2013 (Vlaamse Klassiekers Spoed deel 1 & 2 - afl. 1 t/m 8 & afl. 9 t/m 16) november 2013 (Vlaamse Klassiekers Spoed deel 3 - afl. 17 & 18)                                                                               |  |
| 2       | 16                  | 28 augustus – 11 december 2000     | november 2013 (Vlaamse Klassiekers Spoed deel 3 & 4 - afl. 19 t/m 24 & afl. 25 t/m 32) september 2014 (Vlaamse Klassiekers Spoed deel 5 - afl. 33 & 34) |  |
| 3       | 13                  | 9 april – 2 juli 2001              | september 2014 (Vlaamse Klassiekers Spoed deel 5 & 6 - afl. 35 t/m 40 & afl. 41 t/m 47) |  |
| 4       | 40                  | 3 september 2001 – 24 juni 2002    | september 2014 (Vlaamse Klassiekers Spoed deel 6 - afl. 48) november 2014 (Vlaamse Klassiekers Spoed deel 7, 8 & 9 - afl. 49 t/m 56, afl. 57 t/m 64 & afl. 65 t/m 72) april 2015 (Vlaamse Klassiekers Spoed deel 10 & 11 - afl. 73 t/m 80 & afl. 81 t/m 87) |  |
| 5       | 39                  | 2 september 2002 – 25 mei 2003     | april 2015 (Vlaamse Klassiekers Spoed deel 11, 12 & 13 - afl. 88, afl. 89 t/m 96 & afl. 97 t/m 104) 3 juli 2015 (Vlaamse Klassiekers Spoed deel 14, 15 & 16 - afl. 105 t/m 112, afl. 113 t/m 120 & afl. 121 t/m 126)                                        |  |
| 6       | 26                  | 27 oktober 2003 – 26 juni 2004     | 3 juli 2015 (Vlaamse Klassiekers Spoed deel 16 & 17 - afl. 127 t/m 128 & afl. 129 t/m 136) 11 september 2015 (Vlaamse Klassiekers Spoed deel 18 & 19 - afl. 137 t/m 144 & afl. 145 t/m 152)                                                                 |  |
| 7       | 13                  | 1 november 2004 – 24 januari 2005  | 11 september 2015 (Vlaamse Klassiekers Spoed deel 20 - afl. 153 t/m 160) Deel 21: (afl 161 tot en met 168) |  |
| 8       | 13                  | 29 augustus – 21 november 2005     | (vlaamse klassiekers) Deel 21: (afl 161 tot en met 168) & Deel 22: (afl 169 tot en met 176) & Deel 23: (afl 177 en 178) |  |
| 9       | 13                  | 9 januari – 3 april 2006           | (vlaamse klassiekers) Deel 23: (afl 179 tot en met 184) & deel 24 185-192 |  |
| 10      | 13                  | 13 maart – 5 juni 2007             | (Vlaamse Klassiekers) Deel: 24 (afl 185-192) & deel 25 (Afl 193-200) & deel 26 (Afl 201-208) |  |
| 11      | 13                  | 4 december 2007 – 26 februari 2008 | (Vlaamse Klassiekers) Deel 26 (Afl 201-208) & Deel 27 (Afl 209-217) |  |

## Seizoen 1 (2000)
| Nr. | Titel                 | Uitzenddatum Vlaanderen | Productiecode |  |
| --- | --------------------- | ----------------------- | ------------- |  |
| 1 | Vuurdoop              | 24 januari 2000         | 1x01          |  |
| Dirk Velghe is halverwege zijn opleiding tot urgentie-arts en neemt een nachtje vrijaf om dit te vieren met zijn vriendin Anneke. Het feest eindigt abrupt wanneer hij wordt gebiept voor een spoedoperatie op Leo Geboers, een 62-jarige huisjesmelker. Hij heeft een gescheurde milt en heeft dringend bloed nodig, maar beschikt over een zeldzame bloedgroep. Alleen zijn broer Cois, die in het ziekenhuis herstelt van een galsteenoperatie, kan hem helpen. De twee hebben echter al jaren ruzie. Inneke Parain is van de trap gevallen. Dokter Velghe stelt vast dat het kind een hersentumor heeft. Verpleegster Lies krijgt het schitterende nieuws dat ze zwanger is. Haar vriend Marc is hier niet blij mee en pakt zijn koffers. Dokter Jos Blijlevens doet zijn reputatie alle eer aan wanneer hij een avontuurtje beleeft met verpleegster Anouk. Maar hij ziet haar collega Marie ook wel zitten. Gastacteurs: Manu Verreth - René Verreth                                                                                             |                       |                         |               |  |
| 2 | Kinderleed            | 31 januari 2000         | 1x02          |  |
| Dokter Luc Gijsbrecht neemt zijn tienerzoon Tom in bescherming als blijkt dat die medeplichtig is aan inbraak in een supermarkt. Ook Jeanine, al twintig jaar de minnares van Luc, heeft problemen met haar dochter. De zeventienjarige Hildeke gedraagt zich vreemd en behaalt op school slechte resultaten. Toch wil het meisje niet zeggen wat er scheelt. Dirk Velghe heeft zich verloofd met Anneke en krijgt hierdoor nogal wat tegenwind van dokter Barbara Dufour. Zij heeft er alles voor over om Dirk voor zich te winnen en probeert hem voortdurend te verleiden. Tegenover haar jeugdvriendin Anneke houdt Barbara de schijn hoog. Internist Jos Blijlevens krijgt het hard te verduren wanneer hij geen voorrang wil geven aan een dronken chauffeur, die met zware verwondingen in het ziekenhuis is opgenomen. Gastacteurs: Manu Verreth - René Verreth - Herman Boets |                       |                         |               |  |
| 3 | Verzwegen             | 7 februari 2000         | 1x03          |  |
| Dokter Jos Blijlevens is geschorst tot het resultaat van de autopsie op de dronken chauffeur bekend is. Gelukkig kan hij rekenen op de steun van zijn collega's. In zijn persoonlijke leven gaat het de arts evenmin voor de wind. Zowel Marie als Anouk stellen zich vragen over zijn trouw. Punker Rik Edens is veroordeeld voor een drugsdelict en moet van de rechter gemeenschapsdienst doen in het ziekenhuis. Jeanine en Luc hebben trouwplannen. Zij vindt de tijd rijp om Hildeke eindelijk te vertellen dat ze de dochter is van Luc, maar hij wacht liever tot zijn echtscheidingsprocedure achter de rug is. Hildekes vreemde gedrag van de afgelopen tijd wordt duidelijk als blijkt dat ze zwanger is. De wereld van het tienermeisje stort in elkaar als ze ontdekt wie haar vriend eigenlijk is. |                       |                         |               |  |
| 4 | Junkie                | 14 februari 2000        | 1x04          |  |
| Het hoge woord is er uit: Tom en Hildeke weten nu dat ze broer en zus zijn. Wat hun situatie er niet eenvoudiger op maakt. Hun vader, Dr. Luc Gijsbrecht, dringt erop aan dat Hildeke zo snel mogelijk een vruchtwaterpunctie ondergaat. Daar wordt een afspraak voor gemaakt. Dr. Babs Dufour wordt slachtoffer van een gewapende overval in een supermarkt, die uitmondt in een gijzeling. Een van de andere gijzelaars is hoogzwanger. Zij wordt bijzonder brutaal aangepakt. Na de gijzeling biecht Babs Dr. Velghe op dat ze hem om verkeerde redenen wou verleiden. Rik Edens, de ex-junkie die tot een alternatieve straf werd veroordeeld, begint zijn dienst op de afdeling Spedgevallen. De schorsing van Dr. Blijlevens wordt ongedaan gemaakt. Een drugtrafikant die door de rijkswacht wordt binnengebracht, wordt door Rik Edens herkend. Zijn waarschuwingen worden genegeerd. Tot de kerel Lies vastgrijpt en haar bijt, uitroepend dat hij aids heeft. Gastacteurs: Ben Segers - Bart Van Avermaet                                    |                       |                         |               |  |
| 5 | Vruchtwaterpunctie    | 21 februari 2000        | 1x05          |  |
| Hildeke ondergaat een vruchtwaterpunctie. Het resultaat bevestigt het bange vermoeden van haar vader Luc Gijsbrechts. Een abortus dringt zich op. Dokter Jos Blijlevens wil de brokken met Anouk lijmen, maar ziet Marie ook nog steeds zitten. Dat een etentje van zijn collega's eindigt in een dancing breekt hem zuur op. Na dit avondje uit zet Babs haar ultieme verleidingspoging in. Ze is vastbesloten om Dirk Velghe vanavond in haar bed te krijgen. In het ziekenhuis wordt alarm geslagen. Er blijkt een dief aan het werk te zijn. Rik Edens is de hoofdverdachte en hij wordt aan de deur gezet. Het wordt een drukke bedoening op de Spoedgevallen wanneer het slachtoffer van een zwaar arbeidsongeval wordt binnengebracht. De al wat oudere patiënten Leo Geboers en Godelieve vinden elkaar in het ziekenhuis en besluiten te gaan samenwonen. Gastacteurs: Ben Segers - Ronny Waterschoot |                       |                         |               |  |
| 6 | Abortus               | 28 februari 2000        | 1x06          |  |
| Hildeke ondergaat de abortus. Zij en Tom gaan door een hel. Ook voor hun ouders worden het bijzonder moeilijke uren. Dr. Dirk Velghe is ziek en gaat niet werken. Babs zoekt hem en Anneke thuis op. Ze bekent Anneke dat ze met haar vriend naar bed wou. Er komt een einde aan een jarenlange vriendschap. In een dancing wordt een danseres het slachtoffer van een overdosis alcohol gemengd met drugs. De ziekenhuisdief wordt betrapt. Het blijkt dat Rik Edens ten onrechte verdacht werd. Gastacteurs: Nicky Langley - Steph Goossens |                       |                         |               |  |
| 7 | Wanhoopsdaad          | 6 maart 2000            | 1x07          |  |
| Rik Edens wordt in het ziekenhuis opgenomen als het slachtoffer van een overdosis. Hij sterft. Op de eerste verdieping hebben Karel Mijs en Marie Van der Aa de handen vol met een bejaarde vrouw, met de gekste waanideeën. Een ziekenhuisbrand kan slechts op het nippertje voorkomen worden. De elfjarige Florian Verstraeten is alleen thuis. Hij valt van de trap en loopt diverse breuken op. Dokter Jos Blijlevens, Anouk en Cisse De Groot moeten kunst en vliegwerk uithalen om de jongen naar het ziekenhuis te transporteren. Gastacteurs: Ben Segers |                       |                         |               |  |
| 8 | Bedrog                | 13 maart 2000           | 1x08          |  |
| De wanhoopsdaad van Hildeke blijkt bijzonder moeilijk te verwerken voor zowel Tom, Luc, Jeanine als voor Christiane. Deze laatste is trouwens vastbesloten om haar man te laten bloeden. In de hersenen van dokter Dirk Velghe wordt een gezwel vastgesteld. De sociale onrust in het ziekenhuis, die een paar weken geleden ontstond, mondt uit in een stiptheidsactie waaraan zowel Anouk als dokter Jos Blijlevens deelnemen. Dokter Kristof Welvis, een jonge urgentiearts die meestal met dagdienst werkt, komt de nachtploeg versterken. En net nu de dienst Spoedgevallen het met minder personeel moet stellen, breken er relletjes uit na een voetbalwedstrijd. Toch ontstaat er hilariteit als in het kastje van dokter Blijlevens een poeder ontdekt wordt dat daar helemaal niet thuishoort. De danseres die een paar weken geleden opgenomen werd met een overdosis alcohol en drugs, wordt het slachtoffer van enkele perverse oudere mannen. Ze wordt meer dood dan levend in het ziekenhuis binnengebracht. Gastacteurs: Luc Springuel |                       |                         |               |  |
| 9 | Bloedband             | 20 maart 2000           | 1x09          |  |
| Christiane Van Breda maakt er bij haar advocaat geen geheim van. Haar echtgenoot, dokter Luc Gijsbrechts, moet zijn laatste cent ophoesten. Het slachtoffer van een brutale carjacking weigert uit religieuze overwegingen een bloedtransfusie. Dokter Kristof Welvis neemt zijn eigen verantwoordelijkheid als arts op en dat neemt zijn patiënte hem niet in dank af. Internist Jos Blijlevens is nog altijd het mikpunt van spot op de dienst Spoedgevallen. Dokter Dirk Velghe wordt geopereerd maar blijft in een coma. Zijn vriendin Anneke en ook Babs zien het niet meer zitten. |                       |                         |               |  |
| 10 | Tumor                 | 27 maart 2000           | 1x10          |  |
| Anneke en Barbara Dufour kunnen het niet aan dat Dirk als een plant verder zal moeten leven. Ze doen wat ze denken dat het enige juiste is, ook al brengen ze hierdoor mensen als dokter Gijsbrechts in verlegenheid. Een echtelijke ruzie loopt zwaar uit de hand en weer is het dokter Kristof Welvis die in de brokken deelt. Wanneer een bejaarde man zijn vrouw na een avondje kaarten bewusteloos vindt, houdt de wereld bijna op met draaien. Door de zorgen van de Spoedgevallenmedewerkers wordt het ergste voorkomen. Gastacteurs: Gerda Marchand |                       |                         |               |  |
| 11 | Doortocht             | 3 april 2000            | 1x11          |  |
| Luc Gijsbrechts heeft op het vredegerecht een harde confrontatie met zijn ex-vrouw Christiane en mist daardoor de crematie van Dirk Velghe. Babs en Anneke zoeken troost bij elkaar en besluiten te gaan samenwonen. De doortocht van een gezin Servische vluchtelingen naar Engeland dreigt dramatisch af te lopen wanneer ze zich verbergen in een koelwagen. Een misbruikt bedelaartje wordt met verwondingen over het hele lichaam in het ziekenhuis opgenomen. Het jongetje heeft zijn ouders verloren, maar is doodsbang in een instelling te zullen belanden en probeert 's nachts het ziekenhuis te ontvluchten. Luc Gijsbrechts en Kristof Welvis moeten zich verantwoorden voor de bloedtransfusie aan de getuige van Jehova. |                       |                         |               |  |
| 12 | Amputatie             | 10 april 2000           | 1x12          |  |
| Christiane heeft zich voorgenomen om haar ex-man Luc volledig te pluimen en alles terug te krijgen wat haar toekomt. In haar razernij stuurt ze een deurwaarder af op Jeanine. Kristof zoekt Iris op in de paaldancing. Wanneer een opgehitste klant Iris lastigvalt, grijpt de arts meteen in. Op dankbaarheid moet de dokter echter niet rekenen. Lies voelt zich niet lekker en wordt na een onderzoek met ziekteverlof gestuurd. Op weg naar huis merkt ze dat het kaartenlokaal, waar een clubkampioenschap aan de gang is, is ingestort. Bij de hulpverlening moet Jos een ingrijpende beslissing nemen, waarbij hij diensthoofd Luc voor voldongen feiten stelt. Gastacteurs: Rudi Delhem - Brigitte De Man - Steph Goossens |                       |                         |               |  |
| 13 | Levensmoe             | 17 april 2000           | 1x13          |  |
| Miel Alens, het slachtoffer van het ingestorte kaarterslokaal, kan de amputatie van zijn been niet verwerken en onderneemt een zelfmoordpoging. Wanneer de hoogzwangere Katja in allerijl naar het ziekenhuis moet worden overgebracht, verliest haar echtgenoot Ludwig de pedalen en breekt beide benen nog voor ze kunnen vertrekken. Katja's water breekt, maar de jonge vrouw is te uitgeput om haar baby thuis ter wereld te brengen. Tom heeft genoeg van het eeuwige gekibbel tussen zijn ouders en komt tussenbeide. Hij maakt Luc en Christiane duidelijk dat ze allebei schuld hebben aan het stukgelopen huwelijk. Ook voor Iris is de maat vol. Zij houdt het stripteasedansen voor bekeken na een heftige ruzie met haar baas en zoekt haar toevlucht bij dokter Kristof Welvis. Gastacteurs: Rudi Delhem - Steph Goossens - Suzanne Juchtmans - Alice Toen |                       |                         |               |  |
| 14 | De Vlucht             | 24 april 2000           | 1x14          |  |
| Wanneer de vijfenzestigjarige Marokkaan Khader Al Chami een volkscafeetje binnenstapt, stuit hij op hevig protest van de klanten. Enkele stamgasten vieren hun racisme bot op de vreemdeling. Totaal aangeslagen door het incident, krijgt de man een hartaanval. Luc en Christiane hebben een afspraak met de vrederechter voor de verdeling van de eigendommen. Ter plaatse ontstaat er ruzie over het hoederecht. Wanneer Tom hen duidelijk maakt dat hij voor geen van beiden partij kiest, is voor Luc de maat vol en geeft hij zich gewonnen. Tussen de kersverse roommates Anneke en Babs is de spanning te snijden, wanneer de kinderarts haar interesse voor Stefaan niet onder stoelen of banken steekt. Iris ontvlucht het nachtleven en trekt bij Kristof Welvis in. De gastvrijheid van de dokter roept vragen bij haar op over zijn betrokkenheid bij dat duistere wereldje. Hoewel Karel zich met goede zorgen en opbeurende woorden over Miel ontfermt, loopt hij er zelf ontzettend bedrukt bij.                                      |                       |                         |               |  |
| 15 | Betrapt               | 1 mei 2000              | 1x15          |  |
| Dokter Luc Gijsbrechts betrapt Jos en Anouk tijdens een vrijpartij in het ziekenhuis. Hij laat de verpleegster meteen overplaatsen naar een andere afdeling. Iris voelt zich niet langer veilig in het huis van Kristof Welvis. Haar pooier, Max Deangelo, weet waar ze zich bevindt en laat haar niet met rust. Wanneer een buschauffeur twee dronken reizigers wil bedaren, loopt de situatie danig uit de hand. De chauffeur wordt zwaar mishandeld en voor dood achtergelaten. Karel weet zich geen raad meer. Zijn dochter Krisje is immers vastbesloten niet verder te studeren om de zorg voor haar zieke moeder op zich te nemen. Gastacteurs: Maurice Cassiers |                       |                         |               |  |
| 16 | Cupido                | 8 mei 2000              | 1x16          |  |
| Bij een jong en schijnbaar gelukkig gezin speelt zich een drama af. Wanneer de vader des huizes zijn job verliest, reageert hij zich in een vlaag van waanzin af op zijn gezin. De oudste dochter kan ontkomen en alarmeert de hulpdiensten. Het komt tot een confrontatie tussen Iris en haar pooier Max. Daarna maakt ze haar opwachting in het ziekenhuis. Ze is radeloos en durft niet alleen te zijn. Dokter Welvis laat haar overnachten in de residentenkamer van de spoedgevallen. Als zijn dienst erop zit, neemt de arts zelf het heft in handen en richt zich tot Max. Tom viert zijn achttiende verjaardag samen met zijn ouders. Wanneer zij het opnieuw met elkaar aan de stok krijgen, is voor de jongeman de maat vol en hij besluit zijn koffers te pakken. Ook Babs is jarig en ze trakteert de collega's op een feestje bij haar thuis. Anneke is opgelucht wanneer het goed lijkt te klikken tussen Babs en Bob, de nieuwe verpleger. Gastacteurs: Mieke Laureys                                                                   |                       |                         |               |  |
| 17 | De President (deel 1) | 15 mei 2000             | 1x17          |  |
| Het verjaardagsfeestje bij Anneke en Babs is behoorlijk uit de hand gelopen. Babs moet zelfs met een zware kater naar het werk gaan. In het ziekenhuis worden de voorbereidingen getroffen voor het stadsbezoek van een Afrikaanse president. Luc Gijsbrechts krijgt van de algemene directeur de opdracht om deel uit te maken van de persoonlijke escorte van het staatshoofd. Onder het personeel zijn de meningen verdeeld over een objectieve behandeling van de president, die de reputatie heeft een wrede dictator te zijn. Anouk is op bezoek bij Lies, wanneer die opeens in elkaar krimpt van de pijn. Anouk trommelt bliksemsnel het urgentieteam op om een miskraam te voorkomen. De bewondering van Jef, een vijftigjarige landbouwer, voor een obus uit de Tweede Wereldoorlog loopt slecht af. Gastacteurs: Jo Decaluwe |                       |                         |               |  |
| 18 | De President (deel 2) | 22 mei 2000             | 1x18          |  |
| Het bezoek van de Kosombaanse president aan Antwerpen draait uit in een bloedige aanslag. Luc en Cisse snellen het getroffen staatshoofd bliksemsnel ter hulp. Het hele ziekenhuis staat in een mum van tijd in rep en roer. De directie dringt zich op bij de interventie en laat uit onwetendheid heel wat steken vallen. Dokter Smekens maakt van deze gelegenheid gebruik om een oude rekening met Luc te vereffenen en beschuldigt hem van insubordinatie. Dokter Welvis krijgt het hard te verduren. Max kan de liefde van Kristof voor Iris niet verkroppen en stuurt twee zware jongens naar het ziekenhuis. Verpleegster Marie is getuige van het traumatische gebeuren. Gastacteurs: Jo Decaluwe - Steph Goossens |                       |                         |               |  |

## Seizoen 2 (2000)
| Nr. | Titel                                   | Uitzenddatum Vlaanderen | Productiecode |  |
| --- | --------------------------------------- | ----------------------- | ------------- |  |
| 19 | De Plaatsvervanger                      | 28 augustus 2000        | 2x01          |  |
| Luc Gijsbrecht is geschorst en de directie stelt dokter Koen De Coninck aan als de tijdelijke vervanger. Iris heeft groot nieuws voor Kristof, die in het ziekenhuis herstelt van zijn verwondingen. Gastacteurs: Walter De Groote, Ronald van Rillaer, Jo Decaluwe |                                         |                         |               |  |
| 20 | De Dolk                                 | 4 september 2000        | 2x02          |  |
| Een 54-jarige onderwijzer wordt door oud-leerlingen neergestoken, met een sierdolk die hij even voordien cadeau kreeg. Tijdens een etentje met Bob en Anneke nodigt Babs ook Koen uit. Gastacteurs: Noureddine Farihi |                                         |                         |               |  |
| 21 | Glazenwassers/De Sarin-aanslag (deel 1) | 11 september 2000       | 2x03          |  |
| Wanneer Kristof zijn moeder in het rustoord gaat informeren over zijn trouwplannen, zijn hij en Iris getuige van een ongeval met twee glazenwassers. Bob en Babs zijn intussen smoorverliefd. |                                         |                         |               |  |
| 22 | De Sarin-aanslag (deel 2)               | 18 september 2000       | 2x04          |  |
| Elk jaar bij de opening van het jachtseizoen organiseert de plaatselijke jachtvereniging een groot feest voor haar leden. Na een ballondropping voelen plots tientallen gasten zich onwel. Gastacteurs: Norman Baert - Knarf Van Pellecom |                                         |                         |               |  |
| 23 | De Sarin-aanslag (deel 3)               | 25 september 2000       | 2x05          |  |
| Na de moorddadige Sarin-aanslag trakteert Luc de hele ploeg op een etentje. Hun plezier wordt verstoord wanneer Luc het af te rekenen krijgt met een uitgestelde werking van het Saringas. |                                         |                         |               |  |
| 24 | De Grote Dag                            | 2 oktober 2000          | 2x06          |  |
| Stefaan Everaerts, de wereldkampioen motorcross, belandt met een ernstige beenwonde in het ziekenhuis. Lies heeft het nog altijd moeilijk met de verwerking van haar miskraam. Gastacteurs: David Michiels - Ann Pira |                                         |                         |               |  |
| 25 | Mishandeld                              | 9 oktober 2000          | 2x07          |  |
| Een patientje wordt binnengebracht op de spoedafdeling, maar zijn verwondingen kunnen niet enkel van de val van de trap geweest zijn. Een zwangere vrouw blijft tot de allerlaatste dag werken, maar dan loopt het verkeerd af. Een weddenschap tussen enkele jongeren mondt uit in een zwaar ongeval, wanneer een truck hen aanrijdt. Gastacteurs: Michael De Cock - Veerle Malschaert - Jos Van Geel |                                         |                         |               |  |
| 26 | Vrijersvoeten                           | 16 oktober 2000         | 2x08          |  |
| Op de spoedafdeling werkt een nieuwe verpleegster, Fien Aerts. Het team heeft de grootste moeite om de zwaarlijvige Astrid Vervecken na een hartstilstand naar het ziekenhuis te vervoeren. |                                         |                         |               |  |
| 27 | Oud Zot                                 | 23 oktober 2000         | 2x09          |  |
| De hoogbejaarde Elza Vonck en haar echtgenoot Jozef overwegen om zelfmoord te plegen. Babs reageert extreem jaloers wanneer verpleegster Fien Aerts veel aandacht krijgt van Bob. Gastacteurs: Oswald Maes - Magda Cnudde |                                         |                         |               |  |
| 28 | Zuur                                    | 30 oktober 2000         | 2x10          |  |
| Een arbeider in een textielfabriek krijgt azijnzuur op zijn handen en in zijn gezicht. Babs ontfermt zich over Tim, een jongetje met leukemie. De ziekte is nu in een terminaal stadium. |                                         |                         |               |  |
| 29 | De Bedrijfslift                         | 6 november 2000         | 2x11          |  |
| Na een lange werkdag komen zes mensen vast te zitten in een bedrijfslift. Verpleegster Lies Weemaes raakt intussen in paniek wanneer blijkt dat er een lijk uit de shockroom verdwenen is. Gastacteurs: Eddy Asselbergs - Brigitte De Man - Eric Kerremans - Hans Royaards - Katrien De Becker - Frederik Imbo - Joeri Hancké                                                                          |                                         |                         |               |  |
| 30 | De Vergeetput                           | 13 november 2000        | 2x12          |  |
| Wanneer een 70-jarige boer water wilt halen, tuimelt hij plots in de waterput. Cisse is absoluut niet te spreken over de mogelijke invoering van een drieploegensysteem op de spoedafdeling. Gastacteurs: Wanda Joosten - Kristiaan Lagast - Emmy Leemans - Frans Maas |                                         |                         |               |  |
| 31 | De Deurwaarder                          | 20 november 2000        | 2x13          |  |
| Eddy Colbrandts en zijn echtgenote hebben het moeilijk om de eindjes aan elkaar te knopen. Wanneer de deurwaarders komen aanbellen, staat hij hen op te wachten met een jachtgeweer. |                                         |                         |               |  |
| 32 | De Zwangere Bruid                       | 27 november 2000        | 2x14          |  |
| Voor Iris en Kristof is de grote dag eindelijk aangebroken. Ze zijn amper in de echt verbonden als Iris weeën krijgt. Ze panikeert, begint te hyperventileren en krijgt een epileptische aanval. |                                         |                         |               |  |
| 33 | Sinterklaas Kapoentje                   | 4 december 2000         | 2x15          |  |
| Het paard van Sinterklaas begint te steigeren, waarna de man op zijn achterhoofd valt. In het ziekenhuis raken twee jonge patiëntjes in shock wanneer ze op lichaam van de goede man botsen. Gastacteurs: Evy Van Welde |                                         |                         |               |  |
| 34 | Personeelsfeest                         | 11 december 2000        | 2x16          |  |
| Vanessa, Lies, Babs en Cisse repeteren tijdens elk vrij moment voor het personeelsfeest. Turnleraar Kris Jacobs brengt zijn leerlinge Joke binnen. Zij beschuldigt hem van verkrachting. |                                         |                         |               |  |

## Seizoen 3 (2001)
| Nr. | Titel                        | Uitzenddatum Vlaanderen | Productiecode |  |
| --- | ---------------------------- | ----------------------- | ------------- |  |
| 35 | Onaangename Verrassing       | 9 april 2001            | 3x01          |  |
| Aan de fotosessie van model Sophie Winters komt abrupt een einde, wanneer ze samen met de andere modellen geëlektrocuteerd wordt tijdens zwembadshots. Luc kondigt zijn vertrek aan. Gastacteurs: Christophe Stienlet - Alain Van Goethem          |                              |                         |               |  |
| 36 | Afrikaanse Epidemie (deel 1) | 17 april 2001           | 3x02          |  |
| Luc Gijsbrechts en Cricri trekken voor Artsen Zonder Grenzen naar Afrika en beleven er meteen een bijzonder zware week. Cricri leert in Luc een heel ander man kennen dan op de spoeddienst.                                                       |                              |                         |               |  |
| 37 | Afrikaanse Epidemie (deel 2) | 24 april 2001           | 3x03          |  |
| Luc en Cricri bevinden zich nog altijd in Gambia, waar een buiktyfusepidemie in alle hevigheid woedt. De toestand verbetert er niet op wanneer het medicijntransport wordt overvallen.                                                             |                              |                         |               |  |
| 38 | Hol van de Leeuw             | 1 mei 2001              | 3x04          |  |
| Het team wordt naar de dierentuin gestuurd, waar een verzorger gebeten werd door een leeuw. Koen slaat in paniek als hij hoort dat zijn moeder in Benidorm in een ziekenhuis is opgenomen. Gastacteurs: Ann Esch                                   |                              |                         |               |  |
| 39 | Benidorm                     | 8 mei 2001              | 3x05          |  |
| Koen en Anneke reizen af naar Benidorm, waar Koens moeder in het ziekenhuis is opgenomen. Ondertussen is een zekere Toon op zoek naar het koppel, maar ze lopen elkaar voortdurend mis. Gastacteurs: Senne Rouffaer - Emmy Leemans                 |                              |                         |               |  |
| 40 | Nieuwe Kansen                | 15 mei 2001             | 3x06          |  |
| In het stedelijk zwembad zijn een tiental meisjes onwel geworden. Ze kampen allemaal met ademhalingsmoeilijkheden en braakneigingen. Er wordt meteen gedacht aan chloorintoxicatie. Gastacteurs: Walter Quartier                                   |                              |                         |               |  |
| 41 | Scoutslokaal                 | 22 mei 2001             | 3x07          |  |
| Kristof Welvis krijgt een studiebeurs om vasculaire geneeskunde te gaan studeren in Amerika. Jos Blijlevens en Fien Aerts worden naar een voedselvergiftiging op een scoutskamp gestuurd.                                                          |                              |                         |               |  |
| 42 | Rolschaatsbaan               | 29 mei 2001             | 3x08          |  |
| Luc Gijsbrecht krijgt te horen dat Tom al twee maanden vermist is. Missiezuster Tessa Certijn is voor zes maanden met vakantie in België en wil graag op de spoeddienst komen werken.                                                              |                              |                         |               |  |
| 43 | Problemen                    | 5 juni 2001             | 3x09          |  |
| Luc Gijsbrecht gedraagt zich verschrikkelijk grof, in het bijzonder tegen Cricri. Zijn zoon Tom is in Oxford aan de drugs verslaafd geraakt en probeert nu thuis af te kicken. Gastacteurs: Joris Van Dael                                         |                              |                         |               |  |
| 44 | Kneedbom                     | 12 juni 2001            | 3x10          |  |
| Daan en Elke Huybrechts werden het slachtoffer van een homejacking. De twee gewapende daders hebben een kleefbom nagelaten. Lies heeft een nieuwe vriend en loopt op wolkjes. Gastacteurs: Nele Snoeck, Jef Ravelingen                             |                              |                         |               |  |
| 45 | Drugsdode                    | 17 juni 2001            | 3x11          |  |
| De ontwenningskuur van Tom verloopt zeer moeizaam en de afkickverschijnselen blijven toenemen. Als hij wegloopt en er niet veel later een drugsdode gevonden wordt, vreest Luc het ergste.                                                         |                              |                         |               |  |
| 46 | Babs uit Vakantie            | 25 juni 2001            | 3x12          |  |
| De problemen tussen Luc Gijsbrecht en Cricri zijn immers nog altijd niet opgelost. Babs is vroeger dan voorzien en zonder haar vriend Bob teruggekeerd uit hun vakantie in de Ardennen.                                                            |                              |                         |               |  |
| 47 | Basejumpers                  | 2 juli 2001             | 3x13          |  |
| Cisse heeft een doos met labomuizen in ontvangst genomen. De diertjes weten echter te ontsnappen. Jos en Fien worden naar de haven gestuurd, waar een basejumper te pletter is gestort. Gastacteurs: Alice Toen - Steph Goossens - Jeroen Van Dyck |                              |                         |               |  |

## Seizoen 4 (2001-2002)
| Nr. | Titel                          | Uitzenddatum Vlaanderen | Productiecode |  |
| --- | ------------------------------ | ----------------------- | ------------- |  |
| 48 | De Laatste Vlucht              | 3 september 2001        | 4x01          |  |
| Bob en Babs slagen er niet in om op het werk hun persoonlijke problemen naast zich neer te leggen. Sinds de ruzie met Luc is bijgelegd, voelt Cricri zich goed in haar vel op de spoedafdeling. Gastacteurs: Alice Toen - Steph Goossens                                                       |                                |                         |               |  |
| 49 | Metro (deel 1)                 | 10 september 2001       | 4x02          |  |
| Een dronken patiënt grijpt opeens naar een schaar en steekt Tessa neer. Gijsbrecht, Cricri, Jos Blijlevens en Fien naar de metro gestuurd, waar een overval geëscaleerd is in een gijzelneming. Gastacteurs: Frank Dingenen - Roger Baum - Knarf Van Pellecom - René Pauwels - Vital Baeken    |                                |                         |               |  |
| 50 | Metro (deel 2)                 | 17 september 2001       | 4x03          |  |
| De gijzelneming op de metro duurt nog altijd voort. Tegen beter weten in loopt Luc Gijsbrecht de sporen op naar het metrostel toe. Wanneer Cricri hem achterna komt, valt er een schot. Gastacteurs: Roger Baum - Knarf Van Pellecom - René Pauwels - Vital Baeken                             |                                |                         |               |  |
| 51 | Voetbalgeweld                  | 24 september 2001       | 4x04          |  |
| Een heftige ruzie tussen supporters van twee concurrerende voetbalploegen is voor een jongetje in een drama geëindigd. De knappe dokter Geert Van Gestel komt ter vervanging van Cricri. Gastacteurs: Jarl Permentier                                                                          |                                |                         |               |  |
| 52 | Faalangst                      | 1 oktober 2001          | 4x05          |  |
| Babs weet dat haar collega Geert met faalangst kampt en probeert zijn zelfvertrouwen op te krikken. In het scheikundelokaal van een school is tijdens de les een ontploffing gebeurd. Gastacteurs: Maurice Cassiers - Steve Aernouts                                                           |                                |                         |               |  |
| 53 | Dagvaarding                    | 8 oktober 2001          | 4x06          |  |
| Jos en Luc hebben een dagvaarding ontvangen in verband met het overleden voetbalsupportertje. Geert Van Gestel raakt maar niet gewoon aan het moordende werkritme op de spoedafdeling. |                                |                         |               |  |
| 54 | Wielersport                    | 15 oktober 2001         | 4x07          |  |
| Een jonge wielrenner belandt in het ziekenhuis. Tegelijkertijd wordt ook zijn moeder in op de spoeddienst binnengebracht. Verpleegster Marie is mogelijk besmet geraakt met het Hiv. Gastacteurs: Gerd De Ley - Nicky Langley - Alex Van Haecke - Stijn Van Haecke                             |                                |                         |               |  |
| 55 | Gas (deel 1)                   | 22 oktober 2001         | 4x08          |  |
| Een vrouw is door het raam van de douche gevallen en heeft massief bloedverlies. Jos en Fien rennen vervolgens het huis in op zoek naar haar kinderen. Op dat moment is er een ontploffing. |                                |                         |               |  |
| 56 | Gas (deel 2)                   | 29 oktober 2001         | 4x09          |  |
| Terwijl de brandweer de woning probeert binnen de dringen op zoek naar overlevenden, komen Jos, Fien en de kinderen terug bij bewustzijn. Hun collega's wachten met een bang hart af. |                                |                         |               |  |
| 57 | De Fout                        | 5 november 2001         | 4x10          |  |
| Jos behandelt een man die in Afrika werd gebeten door een aap. Plots valt hij ook in een coma. Cisse maakt een fout wanneer hij een zwangere vrouw met de ziekenwagen moet gaan afhalen. Gastacteurs: Jo Decaluwe - Ann Van den Broeck - Wim Van Den Driessche                                 |                                |                         |               |  |
| 58 | Rechtszaak                     | 12 november 2001        | 4x11          |  |
| Jos Blijlevens en Luc Gijsbrecht maken hun opwachting in de rechtszaal. Ze worden beschuldigd van doodslag door schuldig verzuim en kijken tegen een gevangenisstraf van vijf jaar aan. Gastacteurs: Jo Decaluwe - Marc Schillemans - Luc Springuel - Jaimie Nauwelaerts - Jarl Permentier     |                                |                         |               |  |
| 59 | Het Verleden                   | 19 november 2001        | 4x12          |  |
| In een hotel krijgt keukenhulp Wim, een autistische jongen, een aanval van razernij. Voor dokter Geert Van Gestel en verpleegster Lynn is het ontzettend moeilijk om het verleden te laten rusten. Gastacteurs: Stoffel Bollu - Luc Caals - Brigitte De Man - Johnny De Coensel                |                                |                         |               |  |
| 60 | Wafelenbak                     | 26 november 2001        | 4x13          |  |
| Ambulancier Cisse heeft een vrije dag genomen voor de jaarlijkse wafelbak van de voetbalploeg. Wanneer de organisatoren zichzelf na afloop op een wafel trakteren, volgt er een gasontploffing. Gastacteurs: Eddy Asselbergs - Johan De Paepe - Jos Van Gorp - Hans Ligtvoet - Mark Stroobants |                                |                         |               |  |
| 61 | Prestatiedruk                  | 10 december 2001        | 4x14          |  |
| Op een druk moment verwisselt verpleegster Lynn twee zakjes bloed, met alle gevolgen van dien. Koen maakt zich zorgen over zijn vriendin Anneke, die zich al een paar dagen niet lekker voelt. Gastacteurs: Sjarel Branckaerts - Martin Gyselinck - Anneke Van Hooff                           |                                |                         |               |  |
| 62 | Mensensmokkel                  | 17 december 2001        | 4x15          |  |
| Twee gewapende mensensmokkelaars kapen de boot van Frans en zijn minnares Yasmine. Ondertussen wordt Ilona, het dochtertje van Yasmine, met een ernstig schedeltrauma opgenomen. Gastacteurs: Eric Kerremans - Aza Declerq - Alain Van Goethem - Ernst Löw                                     |                                |                         |               |  |
| 63 | Anneke                         | 24 december 2001        | 4x16          |  |
| Anneke ligt naast haar wagen en heeft een aanval van epilepsie. Koen maakt zich grote zorgen en laat meteen een scan maken. Alles wijst op een hersentumor en ze wordt meteen geopereerd. Gastacteurs: Anik Vandercruyssen                                                                     |                                |                         |               |  |
| 64 | Verdwaalde Kogel               | 31 december 2001        | 4x17          |  |
| Midden in de nacht wordt een juwelier overvallen, hierbij schiet hij een van hen neer maar raakt hij ook zijn overbuurman. Gastacteurs: Eddy Vereycken - Tom De Hoog |                                |                         |               |  |
| 65 | Nazorg                         | 7 januari 2002          | 4x18          |  |
| Een kloosterzuster wordt me hevige buikkrampen in het ziekenhuis opgenomen en blijkt zwanger te zijn. De vraag is hoe dit gebeurd is en wie hiervoor verantwoordelijk is. Gastacteurs: Jenne Decleir - Helena Vanloon - Rudi Delhem                                                            |                                |                         |               |  |
| 66 | De Koerier                     | 14 januari 2002         | 4x19          |  |
| Een jonge vrouw uit Colombia is op de parking van de luchthaven in elkaar gezakt. Tijdens een onderzoek in het ziekenhuis blijkt dat haar dikke darm condooms met cocaïne bevat. Gastacteurs: Brigitte Derks                                                                                   |                                |                         |               |  |
| 67 | Ontsnapt en Ontbroken          | 21 januari 2002         | 4x20          |  |
| Cisse moet naar de gevangenis om een gedetineerde op te halen. Bij aankomst in het ziekenhuis zet hij het meteen op een lopen. |                                |                         |               |  |
| 68 | Pesterijen                     | 28 januari 2002         | 4x21          |  |
| Anneke moet een winkelcentrum bouwen, maar er breekt hevig protest uit onder de buurtbewoners. Het loopt volledig uit de hand wanneer zij en Koen een bombrief krijgen. Gastacteurs: Kurt Defrancq - Karin Jacobs - Clara Cleymans - Kristiaan Lagast - Grietje Vanderheijden                  |                                |                         |               |  |
| 69 | Beste Vrienden                 | 4 februari 2002         | 4x22          |  |
| Een jongetje wordt gegrepen door een kraan terwijl hij aan het spelen is op een werf. Dokter Barbara Dufour vreest dat ze een amputatie bij het kind zal moeten uitvoeren. Gastacteurs: Kurt Vergult - Maurice Wouters                                                                         |                                |                         |               |  |
| 70 | Geurhinder                     | 11 februari 2002        | 4x23          |  |
| In de garage van het ziekenhuis is een gaslek ontstaan. Het gas begint zich op te hopen en kan op elk moment een ontploffing veroorzaken. De brandweer gaat meteen over tot evacuatie. Gastacteurs: Peter Van Gucht                                                                            |                                |                         |               |  |
| 71 | Overkop                        | 18 februari 2002        | 4x24          |  |
| Op weg naar het ziekenhuis wordt de ambulance met Cisse, Geert, Babs en Lynn gegrepen door een vrachtwagen. Babs en Lynn zitten samen met hun jonge patiënt geklemd in het wrak. Gastacteurs: Wim Serlie                                                                                       |                                |                         |               |  |
| 72 | Het Congres                    | 25 februari 2002        | 4x25          |  |
| Dokter Geert Van Gestel behandelt een wielertoerist die van zijn fiets viel en het bewustzijn verloor. Babs is nog altijd in ziekteverlof en ze wordt tijdelijk vervangen door Sven Nachtergaele.                                                                                              |                                |                         |               |  |
| 73 | Levensredders                  | 4 maart 2002            | 4x26          |  |
| Een patiëntje met nierproblemen heeft twee keer per week een dialyse nodig. Hij hoopt dat er heel snel een donororgaan zal gevonden worden, maar met zijn bloedgroep AB+ is dat niet evident. Gastacteurs: Jef Demedts - Marc Lauwrys - Katrien Vandendries                                    |                                |                         |               |  |
| 74 | Zelfmoord                      | 11 maart 2002           | 4x27          |  |
| De bejaarde patiënte verwart verpleegster Lies met haar overleden dochter Cindy. Een vrouw houdt het intussen niet meer uit in haar huwelijk en ze wil van het balkon van haar flat springen. Gastacteurs: Patricia Goemaere - Mariette Van Arkkels - Lien Van de Kelder                       |                                |                         |               |  |
| 75 | Oorlog                         | 1 april 2002            | 4x28          |  |
| Lynn en Geert zijn terug van hun huwelijksreis. Luc gaat in de clinch met Armand Maenhout, de vader van de ziekenhuisdirecteur. Een alzheimerpatiënt wordt aangereden door een auto. Gastacteurs: Maaike Cafmeyer - Bob Van Der Veken                                                          |                                |                         |               |  |
| 76 | Nieuw Begin                    | 8 april 2002            | 4x29          |  |
| Een jonge vrouw werd na een wanhoopsdaad uit het water gehaald en met weeën naar de spoedafdeling overgebracht. Geert en Lynn kunnen voor drie jaar in Afrika gaan werken. Gastacteurs: Stoffel Bollu - Toon Brouwers - Erik Verschueren                                                       |                                |                         |               |  |
| 77 | Paaldansen                     | 15 april 2002           | 4x30          |  |
| In de club "American Bar Extreme" slaat komt tot een gevecht en een schietpartij. De kogel raakt een van de danseressen. Koen kan hoofd worden van de urgentiedienst bij St. Elizabeth. Gastacteurs: George Arrendell - Olivier De Smet                                                        |                                |                         |               |  |
| 78 | Verbouwingen                   | 22 april 2002           | 4x31          |  |
| Door de verbouwingen op de spoedafdeling zijn de artsen nog meer dan anders verplicht om prioriteiten te stellen en inventief te werken. De werken in het ziekenhuis eisen een slachtoffer. Gastacteurs: Inge Van Olmen                                                                        |                                |                         |               |  |
| 79 | Mama (deel 1)                  | 29 april 2002           | 4x32          |  |
| De vader van Babs is een tijdje geleden naar een rusthuis verhuisd, waar nu brand uitbreekt. De bejaarden meteen worden geëvacueerd. Alleen Elmire, de vriendin van Babs' vader, ontbreekt. Gastacteurs: René Verreth, Nicky Langley, Steven De Lelie, Nicoline Dossche                        |                                |                         |               |  |
| 80 | Papa (deel 2)                  | 6 mei 2002              | 4x33          |  |
| Sinds de brand in het bejaardentehuis verblijft Elmire op de afdeling geriatrie van het ziekenhuis. Roland kan haar negatieve houding niet plaatsen tot hij verneemt dat ze kanker heeft. Gastacteurs: René Verreth                                                                            |                                |                         |               |  |
| 81 | De Nieuwe                      | 13 mei 2002             | 4x34          |  |
| Verpleegster Fien heeft al een hele tijd rugklachten, maar nu houdt ze het niet meer uit van de pijn. Ze blijkt een ernstige hernia te hebben. Het spoedteam wordt versterkt door Kathy Pieters. Gastacteurs: Willy De Greef - Lien Van de Kelder - Kurt Van den Driessche                     |                                |                         |               |  |
| 82 | Collectieve Zelfmoord (deel 1) | 20 mei 2002             | 4x35          |  |
| De nieuwe verpleegster Fatima heeft het moeilijk om haar emoties de baas te blijven wanneer ze naar een villa gestuurd wordt, waar een collectieve zelfmoord heeft plaatsgevonden. |                                |                         |               |  |
| 83 | Collectieve Zelfmoord (deel 2) | 27 mei 2002             | 4x36          |  |
| In de kranten wordt uitgebreid bericht over de slachtoffers van de collectieve zelfmoord. Cisse kan er nog altijd niet bij dat zijn zoon Stef ook dood had kunnen zijn en voelt zich een slechte vader.                                                                                        |                                |                         |               |  |
| 84 | de filmset                     | 3 juni 2002             | 4x37          |  |
| Na een ongeval op een filmset is Jos Blijlevens genoodzaakt om het been van een jonge actrice te amputeren. Een bejaard koppel is het slachtoffer geworden van een brutale homejacking. Gastacteurs: Luk d'Heu - Ilse Van Hoecke - Paul Codde                                                  |                                |                         |               |  |
| 85 | Hotel                          | 10 juni 2002            | 4x38          |  |
| Dokters Dufour en Blijlevens worden samen met Fatima naar een hotel gestuurd. Een koppel heeft er eerst hun zoontjes vermoord en daarna een zelfmoordpoging ondernomen. Gastacteurs: Guido De Craene - Ann Hendrickx                                                                           |                                |                         |               |  |
| 86 | Brand in de Studio (deel 1)    | 17 juni 2002            | 4x39          |  |
| Dokter Kathy Pieters en verpleegster Fatima El Khaoul wonen in een televisiestudio de musical "Place de l’Ambrasse" bij. Wanneer er brand ontstaat probeert iedereen te vluchten. Gastacteurs: Hans Royaards - Tom De Hoog                                                                     |                                |                         |               |  |
| 87 | Brand in de Studio (deel 2)    | 24 juni 2002            | 4x40          |  |
| De rookontwikkeling in de televisiestudio is zeer groot. Luc Gijsbrecht en zijn team hebben de handen vol met de evacuatie. Kathy en Fatima zitten nog steeds binnen en dreigen te stikken. Gastacteurs: Hans Royaards - Tom De Hoog                                                           |                                |                         |               |  |

## Seizoen 5 (2002-2003)
| Nr. | Titel                        | Uitzenddatum Vlaanderen | Productiecode |  |
| --- | ---------------------------- | ----------------------- | ------------- |  |
| 88 | Liesje                       | 2 september 2002        | 5x01          |  |
| Op een braakliggend stuk grond is een meisje in een put gevallen. Liesje is tot aan haar middel vastgezogen in de modder en kan niet op eigen kracht naar boven klauteren. Babs daalt in de schacht af om Liesje gerust te stellen. Het water stijgt sneller dan verwacht en als het water niet snel weggepompt wordt, zal Liesje verdrinken. Gastacteurs: Rosalie Coolkens - Alex Wilequet - Dirk Vermiert - Bart Verbeeck |                              |                         |               |  |
| 89 | De Oplevering                | 9 september 2002        | 5x02          |  |
| Dokter Jos Blijlevens en verpleegster Fatima hebben de handen vol met twee tieners, die al vrijend door de zoldering van een boerderij gevallen zijn. Cisse krijgt er nieuwe collega bij: Fredje. Gastacteurs: Jelle Cleymans - Bert Haelvoet |                              |                         |               |  |
| 90 | Cricket                      | 16 september 2002       | 5x03          |  |
| Dokter Kris Jamaer gaat aan de slag op de spoedafdeling. Een cricketwedstrijd loopt volledig uit de hand wanneer een jongen uit het publiek wordt getroffen door een cricketbal. Gastacteurs: Brigitte De Man - Vanya Wellens |                              |                         |               |  |
| 91 | Winst of Verlies             | 23 september 2002       | 5x04          |  |
| Lies maakt zich grote zorgen over een gehandicapte patiënt en zeker wanneer hij vraagt hem te helpen zijn leven te beëindigen. Tijdens een kermiskoers komt de kopgroep ernstig ten val. Gastacteurs: Eric Kerremans - Lutgarde Pairon - Bert Haelvoet |                              |                         |               |  |
| 92 | China Town                   | 30 september 2002       | 5x05          |  |
| De 12-jarige Steve wordt met een zware alcoholintoxicatie opgenomen in het ziekenhuis. Kathy Pieters wordt naar een Chinees restaurant gestuurd, waar een jonge vrouw onwel is geworden. Gastacteurs: Lien Van de Kelder |                              |                         |               |  |
| 93 | Drama op School              | 7 oktober 2002          | 5x06          |  |
| Gewapend met een geweer stormt een student de aula binnen, waar Luc Gijsbrecht op dat moment aan de laatstejaars een lezing geeft. De jongen opent het vuur en ook Luc wordt geraakt. Gastacteurs: Erik Burke - Francesca Vanthielen - Knarf Van Pellecom - Jan Van den Bosch |                              |                         |               |  |
| 94 | De Bus                       | 14 oktober 2002         | 5x07          |  |
| De politie, het speciale interventieteam en de hulpdiensten zetten de achtervolging in op de bus, die gekaapt is door de losgeslagen student die onder andere Luc Gijsbrecht heeft beschoten. Gastacteurs: Erik Burke - Francesca Vanthielen - Knarf Van Pellecom |                              |                         |               |  |
| 95 | De Jacht op Cesar            | 21 oktober 2002         | 5x08          |  |
| Een duiker krijgt per ongeluk een harpoen in de arm geschoten. Babs doet er intussen alles aan om een klein meisje te redden, dat is aangereden door een dronken chauffeur. Gastacteurs: Pieter Bamps |                              |                         |               |  |
| 96 | Ridders                      | 28 oktober 2002         | 5x09          |  |
| De artsen worden naar een kasteel gestuurd, waar een ridderspel totaal uit de hand is gelopen en een van de ridders dodelijk verwond werd. In het ziekenhuis heerst een diefstallenplaag. Gastacteurs: Steph Baeyens - Door van Boeckel |                              |                         |               |  |
| 97 | V.I.P.                       | 4 november 2002         | 5x10          |  |
| De voorzitter van het OCMW, Gerard Vermeer, is opgenomen in het ziekenhuis en eist als geldschieter een VIP-behandeling. Er bloeit iets moois tussen Vanessa en ambulancier Fredje. Gastacteurs: Sjarel Branckaerts |                              |                         |               |  |
| 98 | Lobke                        | 11 november 2002        | 5x11          |  |
| Pediater Babs krijgt de achtjarige Lobke onder haar hoede. Het kind heeft mucoviscidose en kampt met zware ademhalingsmoeilijkheden doordat haar longen volledig dichtgeslibd zijn. Gastacteurs: Caroline van Gastel - Kirsten Cools - David Verbeeck |                              |                         |               |  |
| 99 | Het Winkeltje van Mieke      | 18 november 2002        | 5x12          |  |
| Mieke heeft besloten om haar kruidenierswinkel van de hand te doen en van haar pensioen te genieten. Net nu wordt haar zaak door tieners uitgekozen als locatie voor een gewapende overval. Gastacteurs: Annemarie Picard - Greta Van Langendonck |                              |                         |               |  |
| 100 | Engel des Doods              | 25 november 2002        | 5x13          |  |
| Lies zit in zak en as als blijkt dat in het revalidatiecentrum de spastische jongen is overleden over wie ze zich al een tijdje ontfermde. De stageperiode van Kris Jamaer loopt ten einde. Gastacteurs: Herman Boets - Hans Van Cauwenberghe - Saartje Vandendriessche - Anneke Van Hooff - Bert Haelvoet |                              |                         |               |  |
| 101 | De Grafdelver                | 2 december 2002         | 5x14          |  |
| Lies is gearresteerd voor moord op de spastische Werner. Een grafdelver is in een graf gevallen en niemand heeft iets gehoord of gezien. Hij wordt steeds dieper weggezogen in de modder. |                              |                         |               |  |
| 102 | Superman                     | 9 december 2002         | 5x15          |  |
| Verpleger Bob Verly, de ex-vriend van Babs, gaat weer aan de slag op de spoedafdeling ter vervanging van Lies. Jos en Cisse worden naar een uit de hand gelopen seksspelletje gestuurd. |                              |                         |               |  |
| 103 | Het Huwelijk                 | 16 december 2002        | 5x16          |  |
| Tijdens een huwelijksfeest glippen enkele gasten weg om de woning van het bruidspaar onder handen te nemen. Een grap met flink wat bruine zeep heeft echter verschrikkelijke gevolgen. Gastacteurs: Kristiaan Lagast - Sofie Mora - Johan De Paepe - Walter Quartier - Hilt de Vos |                              |                         |               |  |
| 104 | Kerstnacht                   | 23 december 2002        | 5x17          |  |
| Een hoogzwangere zigeunerin moet in het ziekenhuis een spoedkeizersnede ondergaan. Enkele uren later wordt een pastoor na een mislukte zelfmoordpoging in het ziekenhuis opgenomen. Gastacteurs: Nand Buyl - Rita Lommée - Nellie Rosiers |                              |                         |               |  |
| 105 | De Peetvader                 | 30 december 2002        | 5x18          |  |
| Ambulancier Cisse en dokter Jos Blijlevens worden naar een gevallen motorrijder gestuurd. Wanneer ze de helm verwijderen, merken ze dat hun patiënt niemand minder dan koning Albert is. Gastacteurs: Ernst Löw - Erik Van Looy |                              |                         |               |  |
| 106 | Oekraïne (deel 1)            | 6 januari 2003          | 5x19          |  |
| Pediater Babs vergezelt haar collega-arts Marijke Willems naar Oekraïne, waar ze twee zieke hartpatiëntjes en hun moeders ophalen voor een levensreddende operatie in België. Gastacteurs: Nele Bauwens - David Michiels - Eric Van Herreweghe |                              |                         |               |  |
| 107 | Oekraïne (deel 2)            | 13 januari 2003         | 5x20          |  |
| Het vliegtuig is eindelijk veilig aan de grond gezet en nu pas kan pediater Babs de stand van zaken doorgeven aan Luc Gijsbrecht. De longpest heeft verschillende slachtoffers geëist. Gastacteurs: Nele Bauwens - David Michiels - Eric Van Herreweghe - Toon Brouwers - Tine Deboosere |                              |                         |               |  |
| 108 | De School                    | 20 januari 2003         | 5x21          |  |
| Een leerkracht heeft Stef een nul genoemd en zijn vriendinnetje heeft hem de bons gegeven. Voor Stef is dit te veel om te verwerken en de stoppen slaan door. Hij grijpt naar een wapen en schiet op een leerkracht en op zijn ex-liefje. Gastacteurs: Sven Ronsijn |                              |                         |               |  |
| 109 | De Beenhouwer                | 27 januari 2003         | 5x22          |  |
| Een slager heeft zich levensgevaarlijk verwond met een mes. Luc Gijsbrecht raakt opgesloten in de koelcel van de beenhouwerij. Verpleegster Fatima begint aan haar laatste werkdag. Gastacteurs: Gerd De Ley |                              |                         |               |  |
| 110 | De Ruien                     | 3 februari 2003         | 5x23          |  |
| Kathy heeft de handen vol aan een Australische zeeman, die met een delirium in het ziekenhuis is beland. Rattenvanger Jaak komt lelijk ten val tijdens een inspectie in het riool. Gastacteurs: Ivan Pecnik - Wim Van Den Driessche |                              |                         |               |  |
| 111 | Caravan                      | 10 februari 2003        | 5x24          |  |
| Op de spoedafdeling gaat verpleegster Melinda De Cock, de vervangster van Fatima, aan de slag. Tijdens een dringende interventie in een caravan volgt er plots een zware ontploffing. Gastacteurs: Ivan Pecnik - Wim Van Den Driessche - Wim Serlie |                              |                         |               |  |
| 112 | Carnaval                     | 17 februari 2003        | 5x25          |  |
| Een carnavalliefhebber wordt neergeslagen met een honkbalknuppel. Jos Blijlevens is razend wanneer Fien hem vertelt dat ze zwanger is. Lies moet voor de raadkamer verschijnen. Gastacteurs: Ivan Pecnik |                              |                         |               |  |
| 113 | Ardennen (deel 1)            | 24 februari 2003        | 5x26          |  |
| Luc heeft enkele van zijn medewerkers naar de Ardennen gestuurd, waar ze deelnemen aan een wedstrijd voor spoedploegen. Ambulancier Fredje raakt betrokken bij een zwaar ongeval. Gastacteurs: Marianne Van der Veken - Roger Baum |                              |                         |               |  |
| 114 | Ardennen (deel 2)            | 3 maart 2003            | 5x27          |  |
| In de Ardennen onderneemt Jos Blijlevens een poging om de speleologe Annie uit de schacht te halen. Hij moet echter terugkeren als blijkt dat Annie in een nest adders is gevallen. Gastacteurs: Marianne Van der Veken |                              |                         |               |  |
| 115 | De Wijnvlek                  | 10 maart 2003           | 5x28          |  |
| Verpleegster Mel moet Steven Hofkens assisteren, de vervanger van dokter Kathy Pieters. Fien wordt na een ruzie met Jos Blijlevens opgenomen in het ziekenhuis. Ze werd neergestoken en dreigt haar kindje te verliezen. Gastacteurs: Ben Hemerijckx - Sven De Ridder |                              |                         |               |  |
| 116 | File                         | 17 maart 2003           | 5x29          |  |
| In het ziekenhuis wordt een man met gangreen opgenomen. De artsen doen er alles aan om de hand van de patiënt te redden. De aanrander van Fien ontsnapt op weg naar het gerechtshof. |                              |                         |               |  |
| 117 | Het Syndroom van Munchhausen | 24 maart 2003           | 5x30          |  |
| Babs wordt bij een jong meisje met hevige buikpijn geroepen. De moeder vertelt dat haar dochter vaker hevige pijnen heeft, maar dat de artsen nooit iets hebben kunnen vinden. Gastacteurs: Ann Pira |                              |                         |               |  |
| 118 | De Straatvechter             | 31 maart 2003           | 5x31          |  |
| Een gezin heeft de grootse moeite de eindjes aan elkaar te knopen. Om geld te winnen, neemt de vader deel aan illegale straatgevechten. Dit keer loopt het echter zwaar uit de hand. Gastacteurs: Alex Van Haecke |                              |                         |               |  |
| 119 | Obus (deel 1)                | 7 april 2003            | 5x32          |  |
| Kathy krijgt schokkend nieuws te verwerken. Intussen heeft een student voor zijn spreekbeurt een obus meegebracht naar school. Opeens begint de obus te tikken. |                              |                         |               |  |
| 120 | Obus (deel 2)                | 14 april 2003           | 5x33          |  |
| Cisse heeft per ongeluk tegen de obus geschopt, waarop een gigantische ontploffing volgt. Hijzelf, dokter Jos Bijlevens en de man van de ontmijningsdienst liggen bedolven onder het puin. Gastacteurs: Bart Verbeeck |                              |                         |               |  |
| 121 | Plechtige Communie           | 21 april 2003           | 5x34          |  |
| Babs behandelt twee slachtoffers van een homejacking. Nu ambulancier Fredje zijn huwelijk op de klippen is gelopen, stelt baliebediende Vanessa hem voor om bij haar te logeren. Gastacteurs: Hilde De Roeck |                              |                         |               |  |
| 122 | Rivalen uit de Bocht         | 28 april 2003           | 5x35          |  |
| Tiener Ingrid heeft twee aanbidders. De twee zijn fervente karters en ze besluiten te gaan racen, met Ingrid als inzet. De twee rivalen vliegen echter met hoge snelheid uit de bocht. Gastacteurs: Jarl Permentier |                              |                         |               |  |
| 123 | Bedevaart                    | 5 mei 2003              | 5x36          |  |
| Op de terugweg van de bedevaart naar Scherpenheuvel wordt Zuster Margaretha aangereden. Ze komt onder een auto omdat ze Silke, een van de bedevaarders, wil beschermen. Gastacteurs: Wim Van Den Driessche |                              |                         |               |  |
| 124 | Zweten in de Sauna           | 12 mei 2003             | 5x37          |  |
| Cisse is boos omdat hij niet is uitgenodigd voor het huwelijksfeest van Luc Gijsbrecht en Marijke. De ambulancier neemt wraak door tijdens de diensturen met Fred naar de sauna te gaan. |                              |                         |               |  |
| 125 | Vrijgezellen                 | 19 mei 2003             | 5x38          |  |
| Het is weer een hectische dag op de afdeling. Toch vinden Jos, Cisse en Bob de tijd om de vrijgezellenfuif van Luc te organiseren. Kathy probeert een man met een vleermuizenrabiës te redden. Gastacteurs: Dirk Vermiert |                              |                         |               |  |
| 126 | De Aanslag (deel 1)          | 25 mei 2003             | 5x39          |  |
| Dieter, een agent, betrapt zijn vrouw met haar minnaar. Dieters stoppen slaan door en hij steekt haar neer met een mes. Wanneer ze sterft, geeft Dieter Luc Gijsbrecht de schuld. Enkele uren later heeft de trouw van Luc en Marijke plaats. Ook de wraakzuchtige man is van de partij. Gastacteurs: Kristoff Clerckx - Mariette Van Arkkels - Wim Van Den Driessche - Mariona Smets                                       |                              |                         |               |  |

## Seizoen 6 (2003-2004)
| Nr. | Titel                 | Uitzenddatum Vlaanderen | Productiecode |  |
| --- | --------------------- | ----------------------- | ------------- |  |
| 127 | De Aanslag (deel 2)   | 27 oktober 2003         | 6x01          |  |
| De wraakzuchtige Dieter heeft een granaat in de feestzaal gegooid. De ravage is niet te overzien. Onder de brokstukken treffen de artsen van de spoed het levenloze lichaam aan van ambulancier Cisse. Wanneer Vanessa later arriveert en ze het dode lichaam ziet, geraakt ze in shock. Gastacteurs: Kristoff Clerckx - Mariette Van Arkkels - Knarf Van Pellecom - Wim Van Den Driessche |                       |                         |               |  |
| 128 | Afscheid              | 3 november 2003         | 6x02          |  |
| Luc Gijsbrecht en zijn medewerkers wonen de begrafenis van Cisse bij. Wanneer ze nadien herinneringen aan hem ophalen, maakt de nieuwe enthousiaste ambulancier Staf zijn opwachting. Gastacteurs: Kristoff Clerckx |                       |                         |               |  |
| 129 | Protest               | 10 november 2003        | 6x03          |  |
| Sinds het plotse vertrek van Jos Blijlevens wordt dokter Steven Hofkens meer ingeschakeld op Spoed. Babs vertrekt op stage naar Italië en laat zich vervangen door dokter Ilse De Winne. |                       |                         |               |  |
| 130 | Verjaardagsfeest      | 17 november 2003        | 6x04          |  |
| Mel moet samen met dokter Hofkens hulp verlenen aan het slachtoffer van een auto-ongeval. De chauffeur zit met de benen geklemd in het wrak en de brandweer moet hem bevrijden. Na het verjaardagfeestje van Lies vindt Mel een zwangere vrouw die aangereden is. Gastacteurs: Lutgarde Pairon - Leen Vandereyken                                                                          |                       |                         |               |  |
| 131 | Pyromaan (deel 1)     | 24 november 2003        | 6x05          |  |
| Dokter Ben De Man gaat aan de slag op de spoedafdeling. Wanneer een brand in het televisienieuws omschreven wordt als “nietsomzeggend”, zint de verantwoordelijke pyromaan op wraak. Gastacteurs: Wim Van Den Driessche |                       |                         |               |  |
| 132 | Pyromaan (deel 2)     | 1 december 2003         | 6x06          |  |
| De pyromaan heeft weer toegeslagen en heeft hij brand gesticht in het flatgebouw. Er is een grote rookontwikkeling en sommige bewoners zijn zodanig wanhopig dat ze uit de ramen springen. Gastacteurs: Dirk Vermiert |                       |                         |               |  |
| 133 | Helikopter            | 8 december 2003         | 6x07          |  |
| De urgentieartsen verliezen steeds vaker kostbare tijd door de vele wegenwerken en bijhorende files. Ook vandaag zit alles potdicht, waardoor ambulancier Staf heksentoeren moet uithalen. Gastacteurs: Barbara de Jonge |                       |                         |               |  |
| 134 | Studentendoop         | 15 december 2003        | 6x08          |  |
| Kathy Pieters vreest dat ze haar patiënt besmet heeft met het Hiv. Ondertussen in de stad loopt een studentendoop uit de hand wanneer de schachten ademhalingsproblemen krijgen. |                       |                         |               |  |
| 135 | Jaloezie              | 22 december 2003        | 6x09          |  |
| Een landbouwer heeft op de boerderij zijn moeder aangereden met een tractor. Verpleger Bob krijgt na lang aandringen enkele dagen vrij om zijn vriendin Babs in Italië te gaan opzoeken. |                       |                         |               |  |
| 136 | Het Congres           | 29 december 2003        | 6x10          |  |
| Verpleegster Lies is dolverliefd op dokter Ben De Man en ze laat zich verleiden tot een vrijpartij in de onderzoekskamer. Vanessa wordt naar een congres gestuurd waar ook Fred aanwezig is. Gastacteurs: Frans Maas |                       |                         |               |  |
| 137 | Het Stockholmsyndroom | 5 januari 2004          | 6x11          |  |
| Ilse de Winne wordt na haar dienst ontvoerd door een pleger van een ramkraak. Mel en Hofkens komen nader tot elkaar. |                       |                         |               |  |
| 138 | SM                    | 12 januari 2004         | 6x12          |  |
| Bij de verzorging van het slachtoffer van een auto-ongeval duikt er een ongewoon probleem op. Een sm-spelletje tussen een slaaf en zijn meesteres loopt uit de hand. Het team moet een jongen evacueren, die in het ruim van een binnenschip is gevallen. Gastacteurs: Jos Van Geel, Kadèr Gürbüz                                                                                          |                       |                         |               |  |
| 139 | De Para               | 19 januari 2004         | 6x13          |  |
| De urgentieartsen proberen een vrouw te helpen, die met haar arm in een lift gekneld zit. Mel gaat de uitdaging aan om een duosprong te maken. De parachute laat het echter afweten. |                       |                         |               |  |
| 140 | Kerkasiel (deel 1)    | 3 april 2004            | 6x14          |  |
| Vlak bij een kerk is een wagen ingereden op een bus met uitgeprocedeerde asielzoekers aan boord. De vluchtelingen grijpen hun kans om de kerk binnen te lopen en er asiel te vragen. Gastacteurs: Hans Royaards - John Willaert |                       |                         |               |  |
| 141 | Kerkasiel (deel 2)    | 10 april 2004           | 6x15          |  |
| Dokter Kathy Pieters komt oog in oog te staan met gemaskerde seriemoordenaar, die al verscheidene slachtoffers onder de vluchtelingen heeft gemaakt. Mel wordt al ettelijke uren vermist. Gastacteurs: Hans Royaards - John Willaert |                       |                         |               |  |
| 142 | Wraak                 | 17 april 2004           | 6x16          |  |
| Een ordinaire caféruzie escaleert in een schietpartij. De dader vuurt meer dan dertig keer en raakt onder meer een zwangere vrouw. Ambulancier Staf heeft een verkeersboete aan zijn been. Gastacteurs: Gerd De Ley - Johan De Paepe - Goele De Raedt - Nicky Langley |                       |                         |               |  |
| 143 | Roddels               | 24 april 2004           | 6x17          |  |
| Vanessa’s verbeelding slaat op hol wanneer ze flarden van een ruzie opvangt tussen Marijke en Luc. Als Marijke dan gaat dineren met onbekende man, ruikt de baliebediende bedrog. |                       |                         |               |  |
| 144 | Brian                 | 1 mei 2004              | 6x18          |  |
| Kathy Pieters is totaal overstuur wanneer ze in het ziekenhuis benaderd wordt door haar ex-vriend Brian. Ilse De Winne behandelt een jongetje dat onkruidverdelger heeft gedronken. Gastacteurs: Ivan Pecnik |                       |                         |               |  |
| 145 | De Arm                | 8 mei 2004              | 6x19          |  |
| Arbeider Willy bevindt zich al een week in een gesloten fabriek, waar hij met zijn arm gekneld zit in een machine. Hij beseft dat niemand hem zal komen zoeken en amputeert zelf zijn arm. Gastacteurs: Guido De Craene |                       |                         |               |  |
| 146 | De Terugkeer van Babs | 15 mei 2004             | 6x20          |  |
| Verpleger Bob loopt op wolkjes want vandaag keert Babs terug uit Rome. Zijn euforie slaat om in ongerustheid wanneer ze maar niet komt opdagen. Even later volgt een verschrikkelijk bericht. |                       |                         |               |  |
| 147 | De Minister           | 22 mei 2004             | 6x21          |  |
| De winkelnamiddag in Antwerpen eindigt voor Gisela Hartmann, de Duitse minister van Onderwijs, in een drama. In een ondergrondse parkeergarage wordt ze neergestoken. |                       |                         |               |  |
| 148 | Inwendige Bloeding    | 29 mei 2004             | 6x22          |  |
| Dokter Hofkens ontfermt over de 70-jarige Pierre, die twee keer kort na elkaar zonder aanwijsbare reden het bewustzijn heeft verloren. De moeder van Staf is in het ziekenhuis opgenomen. |                       |                         |               |  |
| 149 | Kinderspoed           | 5 juni 2004             | 6x23          |  |
| Luc heeft de pediatrische onderzoekskamer op de spoedafdeling gesloten. Mel heeft enkele dagen vrij genomen. Ze krijgt dokter Hofkens over de vloer, die haar een huwelijksaanzoek doet. |                       |                         |               |  |
| 150 | Gegijzeld             | 12 juni 2004            | 6x24          |  |
| Een maffiabaas wordt door zijn vertrouwelingen naar de spoedafdeling gebracht. De gewapende mannen gijzelen de hele spoedafdeling. Ambulancier Staf probeert echter te ontsnappen. Gastacteurs: Kevin Bellemans |                       |                         |               |  |
| 151 | Griep (deel 1)        | 19 juni 2004            | 6x25          |  |
| Luc en Kathy opereren Vanessa, die tijdens de inval van de politie een verdwaalde kogel heeft opgevangen. Stafs knieschijf is volledig verbrijzeld. Er breekt een Chinese griepepidemie uit. Vanessa wil terug aan de slag, maar zakt niet veel later in elkaar. |                       |                         |               |  |
| 152 | Griep (deel 2)        | 26 juni 2004            | 6x26          |  |
| Dokter Ben De Man heeft het virus zwaar beet. Ook dokter Hofkens ontsnapt niet aan de epidemie maar hij weigert zich gewonnen te geven. Even later treft Lies Ben levenloos aan. |                       |                         |               |  |

## Seizoen 7 (2004-2005)
| Nr. | Titel                    | Uitzenddatum Vlaanderen | Productiecode |  |
| --- | ------------------------ | ----------------------- | ------------- |  |
| 153 | Onder Vuur               | 1 november 2004         | 7x01          |  |
| Een bejaarde man belandt in de vuurlinie van twee rivaliserende straatbendes en hij wordt in de schouder geraakt. Ondertussen komt Patrick Matthijssens solliciteren op de spoedafdeling. Gastacteurs: Leo Achten - Kris de Ruysscher - Elly De Vriendt |                          |                         |               |  |
| 154 | Bus in Brand             | 8 november 2004         | 7x02          |  |
| Op de ring is een bus uitgebrand, met tientallen gewonden tot gevolg. Hofkens en Mel treden in het huwelijk. Gijsbrechts zoon Tom gaat als accountant aan de slag in het ziekenhuis. Gastacteurs: Eva Dorrepaal |                          |                         |               |  |
| 155 | Operette in Mineur       | 15 november 2004        | 7x03          |  |
| Luc en Marijke hebben een vrije avond en wonen samen een operette bij. Ambulancier Karel raakt bij baliebediende Bea een gevoelige snaar wanneer hij suggereert dat ze lesbisch is. Gastacteurs: Hugo Debrie - Rudy Dermaux - Eva Dorrepaal - Rita Ghesquiere - Griet Hofmans - Emile Laporte - Benny Laurens - Walter Smits - Werner Van Rillaer |                          |                         |               |  |
| 156 | Leukemie                 | 22 november 2004        | 7x04          |  |
| Het zoontje van dokter Patrick Matthijssens wordt met een maagbloeding in het ziekenhuis opgenomen. De arts vreest voor leukemie en wil de kleine Sam koste wat het kost zelf opereren. Gastacteurs: Marc Bober - Elke De Roeck - Lena Suijkerbuijk - Laurent Provost - Stefaan De Jaegher - Wim Quidousse - Peter Schrijvers - Ronny Tiest |                          |                         |               |  |
| 157 | Betrapt                  | 29 november 2004        | 7x05          |  |
| Kathy en Britt worden naar een bordeel gestuurd, waar verschillende mensen een CO-vergiftiging hebben opgelopen. In een van de kamers wordt Bob samen met een hoertje aangetroffen. Gastacteurs: Marc Bober - Elke De Roeck - Lena Suijkerbuijk - Laurent Provost - Eva Dorrepaal - Nathalie-Jane Krits - Onno Van Gelder - Helena Vanloon - Alain Vanderheyden |                          |                         |               |  |
| 158 | Blind Date               | 6 december 2004         | 7x06          |  |
| Bea heeft voor het eerst in jaren een blind date. Karel en Hofkens lachen in hun vuistje, want ze hebben een verrassing voor haar in petto. De spanningen tussen Luc en Marijke nemen toe. Gastacteurs: Joeri Hancké - Aram Van Cauwenberghe |                          |                         |               |  |
| 159 | Transplantatie           | 13 december 2004        | 7x07          |  |
| Patrick neemt enorme risico’s om een man en zijn zoon uit een woningbrand te redden. Tom is teleurgesteld omdat Iris het feest op de spoedafdeling verkiest boven een partijtje squash. Gastacteurs: Marc Bober - Elke De Roeck |                          |                         |               |  |
| 160 | Terrasjesweer            | 20 december 2004        | 7x08          |  |
| Een autobestuurder verliest de controle over zijn stuur en rijdt op een terras in. Britt heeft opnieuw meegedaan aan een schoonheidswedstrijd, maar haar vriend is daar niet mee opgezet. Gastacteurs: Heidi De Grauwe |                          |                         |               |  |
| 161 | Gevecht in de Gevangenis | 27 december 2004        | 7x09          |  |
| Britt verdenkt Bob ervan haar agressieve vriend Johan opzettelijk foute medicatie te hebben toegediend met diens dood tot gevolg. Hofkens en Pieters gaan op interventie naar de gevangenis. Gastacteurs: Heidi De Grauwe - Hugo Janssens - Laurent Provost - Rik Rossenbacker |                          |                         |               |  |
| 162 | Bob in Nesten            | 3 januari 2005          | 7x10          |  |
| Het team wordt naar een echtelijke ruzie gestuurd. Wanneer Kathy aankomt, wordt de vrouw door haar echtgenoot uit het raam geduwd. De commissie buigt zich over de zaak rond Bob. Gastacteurs: Sjarel Branckaerts - Heidi De Grauwe - Peggy De greef - Martine De Pelsmaeker - Tiska De Preter - Deborah De Ridder - Elke De Roeck - Laurent Provost - Christophe Deckers - Marianne Devriese - Marie Janssens - Hugo Janssens - Rik Rossenbacker - Yves Van den Bogaert - Guy Van Den Eynden |                          |                         |               |  |
| 163 | Vlinders                 | 10 januari 2005         | 7x11          |  |
| Een autobestuurder is op een hoop wielertoeristen ingereden. Bea loopt nog steeds op wolkjes. Ze is er steeds zekerder van dat Geert weleens de man van haar leven zou kunnen zijn. Gastacteurs: Sjarel Branckaerts - Yves Caspar - Nathalie-Jane Krits |                          |                         |               |  |
| 164 | De Steekpartij           | 17 januari 2005         | 7x12          |  |
| Karel en Lies rukken uit na een oproep van een steekpartij. Bea en haar vriend worden gewekt door een deurwaarder. Zowel dokter Hofkens als Tom Gijsbrecht laten zich ziek melden. Gastacteurs: Sjarel Branckaerts - Frank Bervoets - Rudy Van Hool |                          |                         |               |  |
| 165 | Ontploffingsgevaar       | 24 januari 2005         | 7x13          |  |
| Patrick en Karel rukken uit om een gewonde chauffeur van een tankwagen te verzorgen. Er volgt een ontploffing. Hofkens heeft tijdens zijn vakantie hepatitis opgelopen en wil gerepatrieerd worden. Gastacteurs: Frank Bervoets - Rudi Weerts |                          |                         |               |  |

## Seizoen 8 (2005)
| Nr. | Titel                 | Uitzenddatum Vlaanderen | Productiecode |  |
| --- | --------------------- | ----------------------- | ------------- |  |
| 166 | Bomalarm              | 29 augustus 2005        | 8x01          |  |
| Tijdens een basketbalwedstrijd loopt er een anoniem telefoontje binnen dat er een bom zal ontploffen. De medische teams rukken uit en het rampenplan wordt afgekondigd. Gastacteurs: Dries Vanhegen - Saartje Vandendriessche                                                          |                       |                         |               |  |
| 167 | The Show Must Go On   | 5 september 2005        | 8x02          |  |
| Tijdens een theatervoorstelling wordt een van de medewerkers onwel. Het medisch team komt ter plaatse maar de vrouw overlijdt nog voor het einde van de voorstelling. Gastacteurs: Linda De Ridder - Frans Van De Velde - Ann Pira - Alain Van Goethem                                 |                       |                         |               |  |
| 168 | Stafylokokken         | 12 september 2005       | 8x03          |  |
| Tijdens de repetitie van de Heverband worden enkele muzikanten ziek. Alles wijst op een voedselvergiftiging. Britt besluit te verhuizen naar een andere afdeling. Gastacteurs: Tom De Hoog                                                                                             |                       |                         |               |  |
| 169 | Afgeluisterd          | 19 september 2005       | 8x04          |  |
| Lies moet na zeven maanden zwangerschap een spoedkeizersnede ondergaan. De kansen van de baby zijn ontzettend klein en hij moet meteen worden overgebracht naar de afdeling neonatologie. Gastacteurs: Tom De Hoog                                                                     |                       |                         |               |  |
| 170 | Lijk in de Koffer     | 26 september 2005       | 8x05          |  |
| Lies krijgt slecht medisch nieuws over haar zoontje. Stagiair Sven Ongena weet van baliebediende Bea dat zijn droomvrouw Kathy seropositief is en hij heeft het hier zeer moeilijk mee. Gastacteurs: Tom De Hoog - Gunter Reniers - Tine Deboosere                                     |                       |                         |               |  |
| 171 | Medisch Directeur     | 3 oktober 2005          | 8x06          |  |
| De beheerraad van het AZ kiest vandaag de nieuwe medisch directeur. Naast Luc heeft ook zijn ex-vrouw Marijke zich kandidaat gesteld. Luc ontslaat dokter Koen Laenen op staande voet. Gastacteurs: Chris Deleu - Heddie Suls                                                          |                       |                         |               |  |
| 172 | De Ring               | 10 oktober 2005         | 8x07          |  |
| Sven Ongena krijgt een kostbare diamanten ring cadeau van een bejaarde patiënte. Wanneer de vrouw even later overlijdt, dienen haar nabestaanden een klacht in tegen diefstal. Gastacteurs: Sjarel Branckaerts -Tom De Hoog - Theo Hijzen                                              |                       |                         |               |  |
| 173 | Recht in Eigen Handen | 17 oktober 2005         | 8x08          |  |
| Hofkens baalt omdat hij stagiaire Ellen Van Poel moet coachen. Op de spoedafdeling gaat ook dokter Filip Driessen aan de slag. Luc Gijsbrecht kan het echter niet meteen met hem vinden. Gastacteurs: Peter Bastiaensen - Fabrice Delecluse - Annemarie Lemaître - Christophe Stienlet |                       |                         |               |  |
| 174 | Straatracen           | 24 oktober 2005         | 8x09          |  |
| Twee straatracers maaien een fietser van de weg. Luc Gijsbrecht geeft Filip Driesen een uitbrander. Verpleger Bob en stagiaire Ellen voelen zich hoe langer hoe meer tot elkaar aangetrokken.                                                                                          |                       |                         |               |  |
| 175 | De Tv-dokter          | 31 oktober 2005         | 8x10          |  |
| Filip Driesen start met de uitzendingen van zijn medisch programma. In het ziekenhuis wordt de aflevering met veel belangstelling gevolgd. Hofkens kan zijn jaloezie nauwelijks verstoppen. Gastacteurs: Tom De Hoog                                                                   |                       |                         |               |  |
| 176 | Het Interview         | 7 november 2005         | 8x11          |  |
| Twee kinderen werden in de buurt van de school op het zebrapad aangereden. Luc Gijsbrecht gaat helemaal uit zijn dak als blijkt dat Filip de pers te woord heeft gestaan. |                       |                         |               |  |
| 177 | Britt in Nood         | 14 november 2005        | 8x12          |  |
| Het komt tot een hoogoplopende ruzie tussen Britt en Bob. Even later moet ze in het ziekenhuis worden opgenomen. Luc heeft toegezegd om in het programma van Filip te komen getuigen. Gastacteurs: Kristine Arras - Steven De Lelie - Tim Tubbax                                       |                       |                         |               |  |
| 178 | Hartinfarct           | 21 november 2005        | 8x13          |  |
| Luc windt zich verschrikkelijk op na een zoveelste zet van Marijke. Vanaf dan kalmeert Luc niet meer. Na nog enkele discussies en ruzies krijgt hij het benauwd in de borststreek. Gastacteurs: Johan De Paepe - Knarf Van Pellecom - Marcel Thijs                                     |                       |                         |               |  |

## Seizoen 9 (2006)
Vanwege de omstandigheden met acteur Guy van Sande, zullen de afleveringen 183 tot en met 187 niet meer te zien zijn op televisie en op VTMGO.
| Nr. | Titel            | Uitzenddatum Vlaanderen | Productiecode |  |
| --- | ---------------- | ----------------------- | ------------- |  |
| 179 | De Opvolger      | 9 januari 2006          | 9x01          |  |
| Dokter Gijsbrecht wordt geveld door een ernstig hartinfarct en hij moet dringend geopereerd worden. Marijke Willems gaat al meteen op zoek naar een vervanger voor Gijsbrecht. Gastacteurs: Nicky Langley - Dirk Vermiert                                                                                     |                  |                         |               |  |
| 180 | Fase 2           | 16 januari 2006         | 9x02          |  |
| Dokter Willems wil veranderingen aanbrengen op de spoeddienst. Luc Gijsbrecht opnieuw met het vak geconfronteerd en brengt een zwaargewonde amazone naar het ziekenhuis. Gastacteurs: Amaryllis Temmerman |                  |                         |               |  |
| 181 | Vluchtmisdrijf   | 23 januari 2006         | 9x03          |  |
| Kathy is fel verzwakt na haar nieuwe behandeling. Ook met Lucs gezondheid loopt alles nog niet naar wens. Iris Van de Vijver ontfermt zich over het slachtoffertje van een vluchtmisdrijf. |                  |                         |               |  |
| 182 | Maagbloeding     | 30 januari 2006         | 9x04          |  |
| Steven Hofkens moet zijn hoogtevrees overwinnen om een bejaarde vrouw te helpen. Filip Driesen zit in nesten wanneer een patiënt klacht tegen hem neerlegt. Gastacteurs: Tom De Hoog |                  |                         |               |  |
| 183 | De Poetsvrouw    | 6 februari 2006         | 9x05          |  |
| Ambulancier Karel is onder de indruk van Frie, de nieuwe poetsvrouw op de spoedafdeling. Filip Driesen zou foutief medisch advies gegeven hebben aan een kijker van zijn tv-programma. Gastacteurs: Tom De Hoog - Marianne Devriese - Guy Van Sande - Bianca Vanhaverbeke - Blanka Heirman - Myriam Bronzwaar |                  |                         |               |  |
| 184 | Thomas           | 13 februari 2006        | 9x06          |  |
| Kathy Pieters gaat terug aan het werk, maar ze blijft op haar hoede voor een terugval. Bovendien worden haar tante en nicht het slachtoffer van een zwaar verkeersongeval. Gastacteurs: Guy Van Sande - Bianca Vanhaverbeke - Blanka Heirman - Myriam Bronzwaar                                               |                  |                         |               |  |
| 185 | Zelfverminking   | 20 februari 2006        | 9x07          |  |
| Een tienermeisje komt met zware verwondingen de spoeddienst binnen. Dokter Kathy Pieters wil vechten voor het hoederecht van Thomas na het overlijden van haar tante en nicht. Gastacteurs: Marianne Devriese - Guy Van Sande - Chris Deleu                                                                   |                  |                         |               |  |
| 186 | Het Vonnis       | 27 februari 2006        | 9x08          |  |
| Voor Iris is het een bewogen dag: Luc Gijsbrecht heeft een verrassing voor haar, Filip Driesen doet haar een onverwacht aanbod en televisieproducer Anja biecht haar een geheim op. Gastacteurs: Marianne Devriese                                                                                            |                  |                         |               |  |
| 187 | De Uitspraak     | 6 maart 2006            | 9x09          |  |
| Ellen wil na haar stage als urgentiearts werken en ze besluit te solliciteren bij Luc Gijsbrecht. De jeugdrechter velt vandaag een vonnis over de voogdij van Kathy's neefje Thomas. Gastacteurs: Marianne Devriese - Guy Van Sande - Myriam Bronzwaar - Hein Blondeel                                        |                  |                         |               |  |
| 188 | Mondeling Examen | 13 maart 2006           | 9x10          |  |
| Bob legt het mondeling examen voor hoofdverpleger af. Iris Van de Vijver en Ellen Van Poel worden opgeroepen voor een gezin dat het slachtoffer geworden is van een voedselvergiftiging. Gastacteurs: Myriam Bronzwaar - Deborah De Ridder                                                                    |                  |                         |               |  |
| 189 | Krakers          | 20 maart 2006           | 9x11          |  |
| Marijke Willems is als medisch directeur geschorst. Steven Hofkens en Karel Staelens hebben de grootste moeite om een aan drugs verslaafde tiener in bedwang te houden. |                  |                         |               |  |
| 190 | Het Dilemma      | 27 maart 2006           | 9x12          |  |
| Kathy bevindt zich in een tweestrijd: enerzijds wil ze de erfenis aanvaarden, anderzijds wil ze zich niet in de schulden steken. Luc Gijsbrecht en Iris gaan samen naar een medisch congres. |                  |                         |               |  |
| 191 | Misverstand      | 3 april 2006            | 9x13          |  |
| Het team rukt uit voor een instorting van een huis. Ellen voert ter plaatse een amputatie uit bij het zwaargewonde slachtoffer. Kathy wacht gespannen het verdict van de vrederechter af. |                  |                         |               |  |

## Seizoen 10 (2007)
| Nr. | Titel                | Uitzenddatum Vlaanderen | Productiecode |  |
| --- | -------------------- | ----------------------- | ------------- |  |
| 192 | Scheiden doet Leiden | 14 maart 2007           | 10x01         |  |
| Het spoedteam moet uitrukken voor een gezinsdrama. Wim is de nieuwe ‘snelle’ hoofdverpleger. Sam en Anne-Sophie, twee jonge verpleegkundigen, gaan aan de slag op de spoedafdeling. Gastacteurs: Steph Baeyens - Hans Royaards |                      |                         |               |  |
| 193 | Het Misbruik         | 21 maart 2007           | 10x02         |  |
| Steven Hofkens heeft zich net als Filip Driessen kandidaat gesteld voor de functie van adjunct-directeur. Ellen Van Poel is in alle staten wanneer haar nonkel in het ziekenhuis verschijnt. Gastacteurs: Erik Burke - Theo Van Baarle |                      |                         |               |  |
| 194 | De Kus               | 28 maart 2007           | 10x03         |  |
| Dokter Kathy Pieters wil dat Luc een biopsie bij haar doet. Ellen kan zich nog altijd niet concentreren en Filip moet enkele keren voor haar in de bres springen, waardoor Iris stikjaloers wordt. Gastacteurs: Dirk Lavrysen - Dirk Vermiert - Myriam Bronzwaar |                      |                         |               |  |
| 195 | Het Afscheid         | 3 april 2007            | 10x04         |  |
| Kathy Pieters is in het stadium van aids gekomen en wordt door de directie op ziekteverlof gestuurd. Filip Driesen en Steven Hofkens behandelen Ronette en Renaat, een bejaard koppel. Filip wordt gekust door Ellen, waardoor de relatie tussen Iris en Filip stukloopt. Gastacteurs: Camilia Blereau - Oswald Maes - Suzanne Juchtmans                             |                      |                         |               |  |
| 196 | Het Feest            | 10 april 2007           | 10x05         |  |
| Bea is 25 jaar in dienst en wordt door haar collega’s in de bloemetjes gezet tijdens een receptie. Dokter Iris Van de Vijver ontfermt zich over een bejaarde vrouw met een gebroken heup. Tijdens het feest wordt bekendgemaakt dat Femke lesbisch is. Gastacteurs: Nicky Langley                                                                                    |                      |                         |               |  |
| 197 | De Verloren Zoon     | 17 april 2007           | 10x06         |  |
| Bram, een jongen, wordt bijna aangereden door Karel, omdat hij door zijn moeder verwaarloosd wordt. Iedereen ontfermt zich over hem. Steven Hofkens laat zich van zijn gevoelige kant zien wanneer hij een jongetje met een hersenabces onder zijn hoede krijgt. Tom Gijsbrecht is na vier jaar terug uit Engeland. Gastacteurs: Kris Cuppens - Senne Dehandschutter |                      |                         |               |  |
| 198 | De Crash             | 24 april 2007           | 10x07         |  |
| Ellen Van Poel wordt met de MUG naar een imker gestuurd, die in de keel gestoken is door een wesp en dreigt te zullen stikken. Ambulancier Karel rijdt tijdens een interventie een fietser aan. Gastacteurs: Luk D'Heu - Anneke Van Hooff |                      |                         |               |  |
| 199 | Vingers Kruisen      | 1 mei 2007              | 10x08         |  |
| Na zijn optreden voor ouderlingen krijgt zanger Miguel zware ademhalingsproblemen. De situatie is ernstig en hij is aan het stikken wanneer de verpleegkundigen Femke en Sam aankomen. Gastacteurs: Annemarie Picard - Myriam Bronzwaar |                      |                         |               |  |
| 200 | The Day After        | 8 mei 2007              | 10x09         |  |
| Op de spoedafdeling worden twee slachtoffers van een woningbrand binnengebracht. Ook verpleegster én fuifnummer Anne-Sophie belandt in het ziekenhuis, met een overdosis drugs. Gastacteurs: James Cooke - Tina Maerevoet - Werther Vander Sarren - Frank Van Erum - Fred van Kuyk                                                                                   |                      |                         |               |  |
| 201 | Volle Maan           | 15 mei 2007             | 10x10         |  |
| Dokter Hofkens en verpleegster Femke Vyncke worden met de MUG naar een discotheek gestuurd, waar een buitenlander in elkaar is geslagen door de portiers. Tom en Ellen zijn dolverliefd. Gastacteurs: David Cantens - Erik Goossens - Ingrid Van Rensbergen |                      |                         |               |  |
| 202 | Zomerzon             | 22 mei 2007             | 10x11         |  |
| Iris en Filip zijn stapelverliefd en dat is niemand ontgaan. Een rallywagen komt tijdens een proefrit tegen een boom terecht. De copiloot wordt zwaargewond naar het ziekenhuis gebracht. Gastacteurs: Marilou Mermans - Sasha Rosen - Jos Geens - Kristof Verhassel                                                                                                 |                      |                         |               |  |
| 203 | Onverwerkt Verleden  | 29 mei 2007             | 10x12         |  |
| Enkele jongeren zijn elkaar te lijf gegaan met een bijl. Een zwaargewonde jongen wordt in allerijl naar de spoedafdeling gebracht. Steven Hofkens en Mel zijn met de adoptieprocedure gestart. Gastacteurs: Thomas Van Goethem - Bert Van Poucke - Werther Vander Sarren - Lore Dejonckheere                                                                         |                      |                         |               |  |
| 204 | Toegevoegde Tijd     | 5 juni 2007             | 10x13         |  |
| Iris vertrekt naar Afrika en komt afscheid nemen van haar collega’s. Bea en Ellen proberen, elk afzonderlijk, Filip te overtuigen om haar tegen te houden. Hij gaat haar uiteindelijk achterna. |                      |                         |               |  |

## Seizoen 11 (2007-2008)
Vanwege de omstandigheden met acteur Guy Van Sande zal aflevering 216 niet meer uitgezonden worden op VTM en beschikbaar zijn op VTMGO.
Vanwege de omstandigheden met acteur Nicolas Caeyers zal aflevering 214 niet meer uitgezonden worden op VTM en beschikbaar zijn op VTMGO.
| Nr. | Titel                    | Uitzenddatum Vlaanderen | Productiecode |  |
| --- | ------------------------ | ----------------------- | ------------- |  |
| 205 | De Verloren Zoon         | 4 december 2007         | 11x01         |  |
| Luc Gijsbrecht heeft zijn ontslag gegeven om in Afrika te gaan werken. Het nieuwe diensthoofd Andrea Leroy moet hervormingen doorvoeren en dat zullen Karel en Bea geweten hebben. Gastacteurs: Bart Herman - Walter Moeremans - Matteo Simoni - Britt Van der Borght |                          |                         |               |  |
| 206 | Het Kind van de Rekening | 11 december 2007        | 11x02         |  |
| Om de werkdruk voor de spoedartsen te verlichten, laat diensthoofd Andrea Leroy drie stagiair-dokters beginnen. Op het einde van de stage krijgt slechts een van hen een vast contract. Gastacteurs: Ian Thomas - Helga Van der Heyden - Bram Van Outryve |                          |                         |               |  |
| 207 | Mooie Engel              | 18 december 2007        | 11x03         |  |
| Een jonge Aziatische vrouw werd duidelijk mishandeld. Zo is onder andere haar oogkas is gebroken en zit haar rug onder de brandwonden. Steven Hofkens ziet een oude studiegenoot terug. Gastacteurs: Ian Thomas - Helga Van der Heyden |                          |                         |               |  |
| 208 | Vallende Sterren         | 25 december 2007        | 11x04         |  |
| Tijdens de repetitie van een nieuwe act gooit een messenwerper een mes in de arm van zijn assistente. Dokter Filip Driesen kampt de laatste tijd met gevoelloosheid in zijn hand. Gastacteurs: Brenda Bertin - Fleur Brusselmans - Rudi Delhem - Ian Thomas - Helga Van der Heyden - Alain Van Goethem - Eddy Vereycken |                          |                         |               |  |
| 209 | Bloedbanden              | 1 januari 2008          | 11x05         |  |
| De 15-jarige Michaël wordt met acute appendicitis in het ziekenhuis opgenomen. Zijn vader is een strikt Jehova's getuige en verbiedt dokter Hofkens om bloed toe te dienen. Gastacteurs: Marc Van Eeghem - Jakob Beks - Karin Tanghe - David Cantens - Antoine Van der Auwera - Helga Van der Heyden |                          |                         |               |  |
| 210 | De Diagnose              | 8 januari 2008          | 11x06         |  |
| Filip Driesen is met hevige stuiptrekkingen in het ziekenhuis opgenomen. Femkes vader vraagt de verpleegster om haar job in het ziekenhuis op te geven en voor haar moeder te zorgen. Gastacteurs: Mia Van Roy - Jakob Beks - Karin Tanghe - Britt Van der Borght - Helga Van der Heyden |                          |                         |               |  |
| 211 | Nieuw Geluk              | 15 januari 2008         | 11x07         |  |
| Het aneurysma van dokter Filip Driesen wordt vandaag verwijderd. Stagiaire Evi en hoofdverpleger Wim zijn stapelgek op elkaar en grijpen elke kans om met elkaar naar bed te gaan. Gastacteurs: Ninke Gryp - Viv Van Dingenen - Jakob Beks - Karin Tanghe - Wietse Tanghe |                          |                         |               |  |
| 212 | Ex-Liefde                | 22 januari 2008         | 11x08         |  |
| Jochem, de zoon van dokter Andrea Leroy , wordt na een ongeval met zijn brommer in het ziekenhuis opgenomen. Hij heeft een zware inwendige bloeding en moet meteen onder het mes. Gastacteurs: Inge Van Olmen - Rikkert Van Dijck - Wietse Tanghe - Ben Van Ostade |                          |                         |               |  |
| 213 | Belogen en Bedrogen      | 29 januari 2008         | 11x09         |  |
| Filip Driesen wordt naar een auto-ongeval gestuurd. Het wrak vat echter vuur voor de man kan worden bevrijd. De identiteit van het slachtoffer zorgt voor heftige emoties op de spoedafdeling. Gastacteurs: Chris Thys - Peter Thyssen - Wietse Tanghe - Ben Van Ostade |                          |                         |               |  |
| 214 | Het Oog van de Beer      | 5 februari 2008         | 11x10         |  |
| De echtgenoot van verpleegster Bea wordt begraven. Andrea Leroy slaagt er niet in haar zoon Jochem ervan te overtuigen dat revalidatie noodzakelijk is en vraagt haar ex-man Walter om hulp. Gastacteurs: Steve Geerts - Katrien De Ruysscher - Nicolas Caeyers - Jo Decaluwe - Eric Kerremans - Ann Esch - Emilie Deroo - Wim Stevens - Chris Thys - Britt Van der Borght - Wietse Tanghe - Ben Van Ostade - Yana Van den Brande |                          |                         |               |  |
| 215 | De Laatste Kans          | 12 februari 2008        | 11x11         |  |
| Een duikster is in het zwembad van de duikplank gevallen en heeft daarbij de badrand geraakt. Er zit een haar in de boter tussen Filip en Iris. Ook bij Mel en Steven Hofkens is dit het geval. Gastacteurs: Kristine Van Pellicom - Gerd De Ley - Peter Bulckaen - Karin Jacobs - Warre Borgmans - Maarten Goffin - Wietse Tanghe - Ben Van Ostade- Joris Hessels                                                                |                          |                         |               |  |
| 216 | Altijd de Liefde         | 19 februari 2008        | 11x12         |  |
| Het adoptiezoontje van Hofkens en Mel arriveert in kritieke toestand in België. Andrea Leroy moet naar de rechtbank, waar vandaag de beslissing valt over het verblijfsrecht van Jochem. Gastacteurs: Guy Van Sande - Ingrid De Vos - Hans De Munter - Warre Borgmans - Wietse Tanghe - Ben Van Ostade |                          |                         |               |  |
| 217 | D-Day                    | 26 februari 2008        | 11x13         |  |
| Voor de drie stagiair-dokters is de dag van de waarheid aangebroken: wie van hen krijgt een vaste job op de afdeling? Net voor het verdict valt, ontstaat er grote commotie in het ziekenhuis. Gastacteurs: Dirk Tuypens - Hilde Heijnen - Ward Kerremans - Antony Arandia - Warre Borgmans |                          |                         |               |  |